# 骨骼肌
骨骼肌（Skeletal muscle）是一种肌肉组织，与心肌和平滑肌共同組成了脊椎动物肌肉的三大類型。骨骼肌的肌纤维與心肌一样，肌动蛋白和肌凝蛋白都以重复的交错阵型排列，形成规整串联的肌小节，在显微镜下会被观察出一道道深浅横纹，因此都属于横纹肌。
骨骼肌的肌细胞属于多核细胞，有几十个甚至上百个呈扁椭圆形的细胞核。骨骼肌纤维呈长條圆柱状，直径10～100微米；长度不等，一般为1～40毫米，甚至可达10厘米以上。
骨骼肌也是一種随意肌（voluntary muscles），與心肌和平滑肌這類非隨意肌（involuntary muscles）不同，其收缩與舒張受個體的意识支配，经躯体神经刺激实现的。骨骼肌通常是通过肌腱附著在关节两端骨骼的骨外膜上，其伸缩可以促成身体各部位的活动并支配整体的移动性。

## 構造

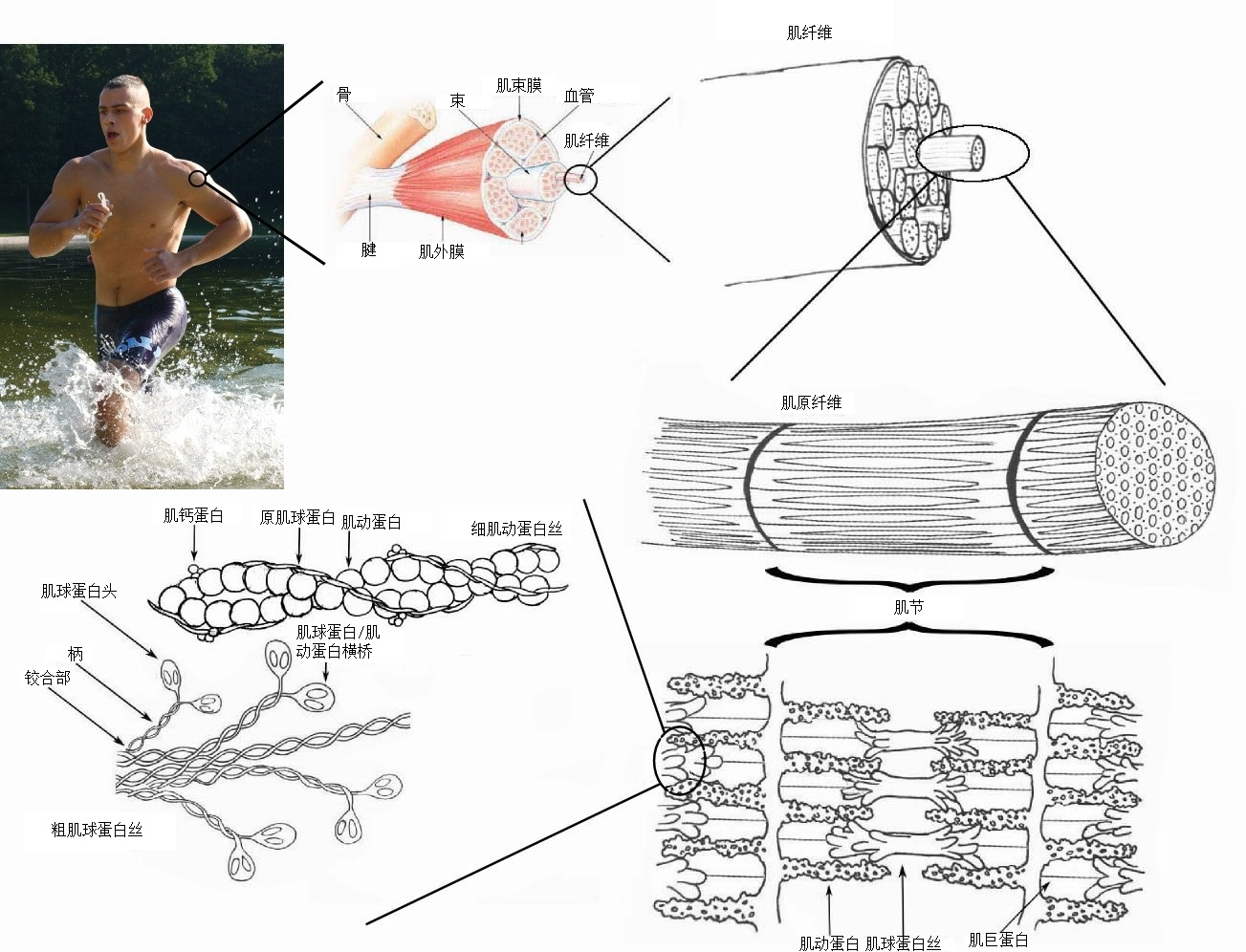
骨骼肌放大示意图

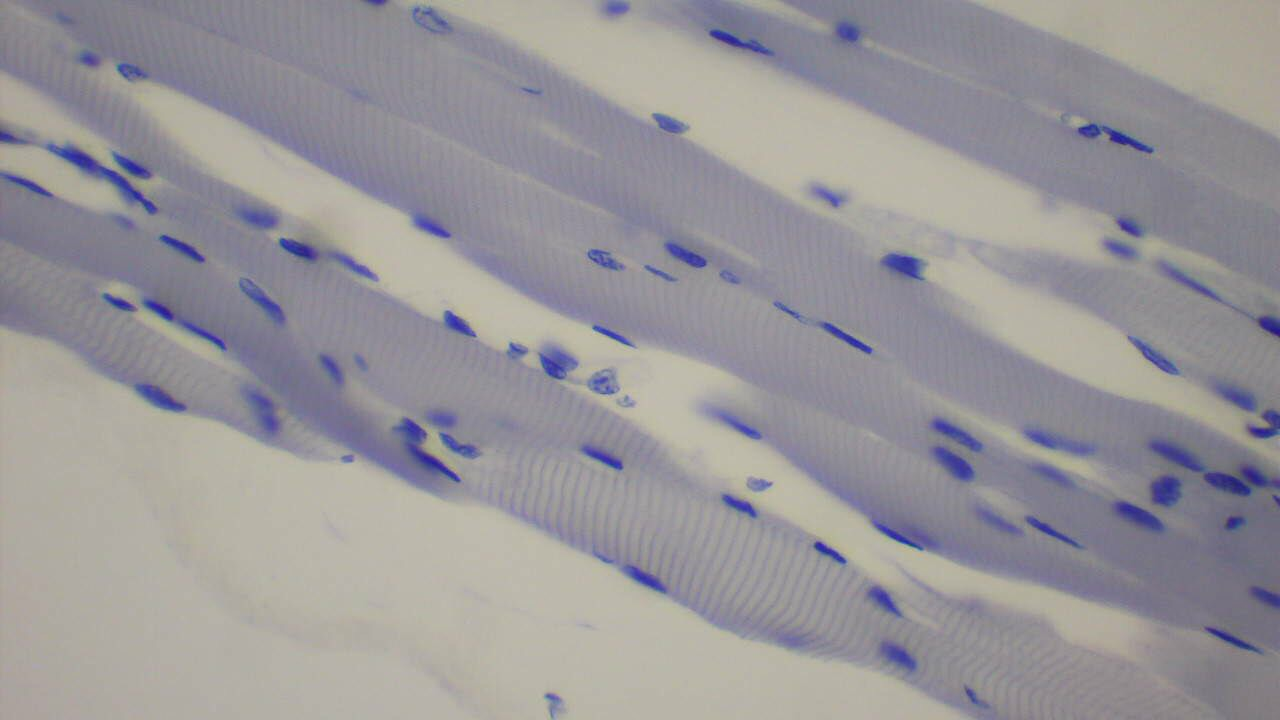
横纹肌纵切局部，可见明显明暗相间的平行纹理

與一般細胞不同，肌纖維屬於多核細胞。胞器另有特殊名稱，例如：肌漿膜指的是骨骼肌細胞膜；肌漿為細胞質；肌漿網相當於一般細胞的平滑型內質網，有重要的功能，在靠近兩端的肥大區域，稱終池或側囊，是主要鈣離子儲存處，當神經刺激時，會釋放鈣離子到肌漿內，造成骨骼肌肌纖維的收縮。
骨骼肌细胞呈细长的纤维状，肌纤维有明暗相间的横纹，每块肌肉都是由肌纤维组成；比如臀大肌、三角肌肌束较多；每条肌束的肌纤维长度不一；肌纤维长短互补，嵌合相接；缝匠肌、眼肌的肌纤维可与肌肉等长；肌纤维外包有薄层纤细的网状纤维（肌内膜）；数条条肌纤维组成的肌束被胶原、弹性纤维混合成的结缔组织包裹（肌束膜）；整个肌肉表面包有一层较厚的结缔组织（肌外膜）。
有的肌一端借不明显的结缔组织束（肌性起始）附着于骨；另一端借长的致密结缔组织束（肌腱）附着于骨，肌腱比肌腹坚韧、体积小；肌腱含血管少，不易变形；所以骨骼肌在经过关节和容易摩擦的地方，被肌腱取代；肌腱纤维并不是完全平行，是相互交错的，这样可以使力量均匀作用于肌腱止点，又减少了关节活动对肌的影响；肌腱可以绕过切迹、滑车改变肌的运动方向。
血管束与神经伴行，沿着肌间隔、肌膜间行走。每块肌的供血是多源性的，至少有两组血管；血管分支进入肌门，反复分支后在肌内膜形成包绕肌纤维的毛细管网，然后汇入微静脉、小静脉离开肌门。肌神经含有运动、感觉神经纤维；神经末梢在神经冲动到达时，释放乙酰胆碱，引起肌纤维收缩。
一塊肌肉縱切，最外層是外鞘膜，內含許多肌束，肌束是好幾千條的肌纖維組成，和豐富血管並行，而每一個肌纖維中包含許多肌原纖維，而每一個肌原纖維又由很多"肌小節"的單位組成。一個肌小節（兩Z線中間）內含有粗肌絲和細肌絲，粗肌絲主要由肌凝蛋白組成，以頭部連接尾部互相連接肌小節。細肌絲一端游離，一端結合在Z線上，主要由肌動蛋白、旋轉素、旋轉肌球素所共同組成。肌動蛋白分子兩單股旋纏繞排列，每個肌動蛋白上有一個結合肌凝蛋白處，可與肌凝蛋白上的橫橋結合。旋轉肌球素為長條狀，可以和肌動蛋白分子結合。
旋轉素可分成三個次單位：
1. 旋轉素I（TnI）:能夠與肌動蛋白結合
2. 旋轉素T（TnT）:能和旋轉肌球素結合
3. 旋轉素C（TnC）:能和鈣離子結合